# Sphaceloma arachidis
Sphaceloma arachidis är en svampart som beskrevs av Bitanc. & Jenkins 1940. Sphaceloma arachidis ingår i släktet Sphaceloma och familjen Elsinoaceae.   Inga underarter finns listade i Catalogue of Life.